# مرسدس گامرو
مرسدس گامرو (اسپانیایی: Mercedes Gamero‎؛ زادهٔ ۱۹۷۶) تهیه‌کننده فیلم اهل اسپانیا است که در تهیه و تولید بیش از ۱۵۰ فیلم نقش داشته‌است.
وی دانش‌آموختهٔ دانشگاه کمپلوتنسه مادرید است و برندهٔ جوایزی همچون جایزه گویا برای بهترین فیلم شده‌است.
از فیلم‌هایی که وی در آن‌ها نقش داشته‌است، می‌توان به بگذار زشت‌ها بمیرند، خانواده بی‌نقص، مأمور مخفی، شب‌زنده‌داری دخترانه، تجربه فراطبیعی سه‌بعدی، می‌خواهمت، درختان نخل در برف، نگهبان نامرئی، مهمان نامرئی و لجن‌زار اشاره نمود.